# Sofia Iosifidou (Leichtathletin)
Sofia Iosifidou (griechisch Σοφία Ιωσηφίδου; * 24. März 1998) ist eine griechische Leichtathletin, die sich auf den 100-Meter-Hürdenlauf spezialisiert hat.

## Sportliche Laufbahn
Erste internationale Erfahrungen sammelte Sofia Iosifidou im Jahr 2014, als sie bei den Jugendbalkanmeisterschaften in Sliwen mit 12,73 s in der ersten Runde im 100-Meter-Lauf ausschied. Im Jahr darauf siegte sie in 12,08 s bei den Jugendbalkanmeisterschaften in Sremska Mitrovica und 2016 gelangte sie bei den Juniorenbalkanmeisterschaften in Bolu mit 12,31 s auf Rang drei im B-Finale über 100 Meter. Seit 2018 fokussiert sie sich auf den Hürdenlauf und belegte 2024 bei den Balkan-Hallenmeisterschaften in Istanbul in 8,50 s den vierten Platz im B-Lauf über 60 m Hürden. Im Mai wurde sie dann bei den Balkan-Meisterschaften in Izmir in 13,49 s Zweite im B-Lau über 100 m Hürden. Im Jahr darauf belegte sie bei den Balkan-Hallenmeisterschaften in Belgrad in 8,33 s den achten Platz im 60-Meter-Hürdenlauf und schied anschließend bei den Hallenweltmeisterschaften in Nanjing mit 8,28 s in der ersten Runde aus.
2025 wurde Iosifidou griechische Hallenmeisterin über 60 m Hürden.

## Persönliche Bestzeiten
- 100 Meter Hürdenlauf: 13,18 s (+0,5 m/s), 29. Juni 2024 in Volos
  - 60 Meter Hürdenlauf (Halle): 8,14 s, 23. Februar 2025 in Piräus